# Tamar Tchkheidzé
Titres
Reine consort d'Iméréthie
1713 – 1715
(2 ans)
Reine consort d'Iméréthie
1711 – 1712
(1 an)
Princesse consort de Gourie
1711 – 5 janvier 1714
Tamar Tchkheidzé (en géorgien : თამარ ჩხეიძე, t'amar tchkheidze ; morte en 1715) est une noble géorgienne du XVIIIe siècle qui épouse trois différents princes au sein du royaume géorgien occidental d'Iméréthie. Ses mariages, qui sont organisés pour consolider une alliance militaire contre la dynastie des Bagrations, qui règne alors sur l'Iméréthie, lui apportent plusieurs titres de noblesse, dont ceux de princesse de Gourie et reine d'Iméréthie. Elle règne notamment sur le royaume à deux reprises, via son mariage aux rois Mamia Ier et Georges VII.

## Biographie
On connait peu de détails de la vie de Tamar Tchkheidzé, qui naît au sein d'une grande famille noble de Géorgie occidentale à la fin du XVIIe siècle. Elle est la fille du duc, Papouna de Ratcha, qui règne sur de larges domaines dans le nord du royaume d'Iméréthie de 1684 à 1696, et de son épouse, une princesse anonyme de la famille noble Lortkipanidzé. Au début de sa vie, Tamar épouse le noble Papouna Mkheidzé, un héritier d'une petite famille noble qui contrôle le comté rural de Samkheïdzo, à l'est de l'Iméréthie. Toutefois, cette union reste éphémère et c'est son frère, le duc Schoschita III (régnant de 1696 à 1732), un ennemi de la dynastie royale des Bagrations d'Iméréthie, qui organise l'union de Tamar avec le prince Mamia III de Gourie tandis que celui-ci tente de détrôner le roi Georges VII.
En octobre 1711, Mamia III renverse le roi légitime après une courte guerre civile et épouse la sœur de son allié lors d'une grande célébration organisée par le roi Vakhtang VI de Karthli à Gori. Tamar devient alors reine d'Iméréthie et, nominalement, princesse de Gourie. Toutefois, la principauté de Gourie est administrée par son beau-fils, Georges Gourieli, et la reine s'établit à Koutaïssi, capitale royale. Sa souveraineté reste courte et en juin 1712, son époux est à son tour renversé par une invasion de l'ancien roi Georges VII.
Mamia III s'enfuit alors en Karthli, où il est protégé à Tskhinvali par le prince royal Bakar de Karthli, avant de retourner en Gourie. Le sort temporaire de Tamar est alors inconnu, mais il est probable qu'elle rejoint son mari en Gourie, où le couple règne pendant un an. En novembre 1713, Mamia, aidée, entre autres, par le frère de Tamar (Schoschita III de Ratcha), récupère la couronne et Tamar redevient alors reine d'Iméréthie. Toutefois, son époux meurt dès le 5 janvier 1714 et Tamar reste à l'abandon de Georges VII, qui reprend le trône une troisième fois.
En mars 1714, Georges VII épouse Tamar dans des circonstances mystérieuses. Tamar regagne alors son statut de reine. Mais encore une fois, ce titre reste éphémère et la reine meurt en 1715. Elle est enterrée au cimetière royal du monastère de Ghélati.

## Famille
Tamar Tchkheidzé est mariée à trois reprises, sans avoir d'enfant. Ses époux incluent :
1. Papouna Mkheidzé, comte du Samkheïdzo
2. Mamia III de Gourie, prince de Gourie (1689-1714) et roi d'Iméréthie (1701, 1711-1712, 1713-1714)
3. Georges VII d'Iméréthie, roi d'Iméréthie (1707-1711, 1712-1713, 1714-1720)